# فرانک اوهارا
فرانسیس راسل "فرانک" اوهارا (به انگلیسی: Francis Russell "Frank" O'Hara) ‏ (۲۷ مارس ۱۹۲۶ – ۲۵ ژوئیه ۱۹۶۶) شاعر، متصدی موزه، منتقد هنری، نمایش‌نامه‌نویس آمریکایی بود.
او یکی از اعضای مدرسه شعر نیویورک بود. او که در درجه نخست به موسیقی علاقه داشت شیفته شاعرانی چون آرتور رمبو، استفان مالارمه، بوریس پاسترناک و ولادیمیر مایاکوفسکی بود. هنگام تحصیل در دانشگاه هاروارد او با جان اشبری آشنا شد و نخستین اشعارش با عنوان «طرفدار هاروارد» را منتشر کرد. اوهارا که ابتدا شروع به تحصیل در رشته فلسفه کرده بود، در رشته زبان انگلیسی فارغ‌التحصیل شد. به زودی او شروع به نوشتن به صورت حرفه‌ای کرد. در مدت کوتاه زندگی اش که بر اثر تصادف به پایان رسید، هفت عنوان کتاب شعر از وی منتشر شد که «اشعار عاشقانه» سال ۱۹۶۵ آخرین آن‌ها بود. پس از درگذشت او ۱۰ عنوان کتاب از آثار به جا مانده‌اش منتشر شد. وی از جایگاه ویژه ای در زمینه هنر مدرن نیز برخوردار است
وی در روز ۲۵ ژوئیه سال ۱۹۶۶ در سن ۴۰ سالگی درگذشت.

## آثار
- اشعار ناهار
- اشعار عاشقانه
- طرفدار هاروارد

## ترجمه به فارسی
برای صلح انسانها را بکش,ترجمه اشعار شاعران و سانگ رایترهای نسل بیت,مکتب دگراندیشی نیویورک,رنسانس سانفرانسیسکو و هیپی ها با اتکا به نظریه شر ژرژ باتای,اد سندرز,پتی اسمیت,آنه والدمن,لنور کندل,لو ولچ,فرانک اوهارا,جینیس جاپلین و بث هارت,ترجمه ی فرزام کریمی,نشر شالگردن, 1402